# キリストの風集会
『キリストの風』集会（きりすとのかぜ しゅうかい）は、セクシュアル・マイノリティーためのキリスト教グループ。
同性愛（レズビアン、ゲイ）、バイセクシュアル、トランスセクシュアル、トランスジェンダー、インターセックスのクリスチャンが礼拝と交流を行っている。カトリック教会、プロテスタント、聖公会、正教会、無教会のいずれにも門戸を開くエキュメニカルな集会である。代表は日本基督教団の平良愛香牧師。